# 聖佩德羅德圖圖萊
聖佩德羅德圖圖萊（西班牙語：San Pedro de Tutule），是洪都拉斯的城鎮，位於該國西南部，由拉巴斯省負責管轄，始建於1926年3月9日，面積50平方公里，海拔高度1,301米，2001年人口5,177，人口密度每平方公里103.54人。
14°15′N 87°51′W / 14.250°N 87.850°W